# Stazione di Broni
Stazione di Broni vasútállomás Olaszországban, Lombardia régióban, Broni településen.

## Vasútvonalak
Az állomást az alábbi vasútvonalak érintik:
- Alessandria–Piacenza-vasútvonal
- Pavia–Stradella-vasútvonal

## Kapcsolódó állomások
A vasútállomáshoz az alábbi állomások vannak a legközelebb:
- Stazione di Santa Giuletta (Alessandria–Piacenza-vasútvonal)
- Stazione di Stradella (Alessandria–Piacenza-vasútvonal, Pavia–Stradella-vasútvonal)
- Stazione di Barbianello (Pavia–Stradella-vasútvonal)